# Eddie Murphy Delirious
Eddie Murphy Delirious este un spectacol de stand-up comedy produs pentru televiziune, avându-l ca protagonist pe  Eddie Murphy. Spectacolul a fost înregistrat la data de 17 august 1983 la DAR Constitution Hall în Washington, D.C. Show-ul fãcut de cãtre Eddie Murphy a avut un succes extraordinar. În deschidere au concertat cei din trupa The Bus Boys.
Filmul de 70 de minute este primul film artistic de stand-up al lui Eddie Murphy fiind urmat în 1987 de filmul cinematografic Eddie Murphy Raw.  Delirious a fost lansat și ca un album la 24 octombrie 1983 intitulat "Eddie Murphy: Comedian",  album care a câștigat Premiul Grammy pentru cel mai buna album de comedie din 1984.

## Prezentare generală
În comparație cu aparițiile sale din emisiunea Saturday Night Live, această apariție a fost una cu tentă indecentă, cuvântul "fuck" fiind folosit de 230 de ori, iar cuvântul "shit" fiind folosit de 171 de ori.
Unul dintre subiectele pe care Murphy le dezbate este atracția pe care o au camioanele de înghețată asupra copiilor. Odată ce și-au cumpărat înghețată, ei încep să cânte și să danseze în fața altor copii care nu au avut bani să își cumpere.

## Apariția DVD-ului
Spectacolul a fost lansat pe DVD în Statele Unite ale Americii și în Anglia în februarie, 2007.
În luna iunie a anului 2009 a fost lansată o ediție aniversară a spectacolului.

## Caracteristici DVD
- Meniu interactiv
- Filmări bonus
  - Cererea de interpretare a rolului lui Buckwheat
    - În această secvență bonus cineva din public i-a cerut lui Eddie să joace rolul lui Buckwheat din Saturday Night Live.

  - skit din "Cursing Through Can't Fight" 
    - Această filmare a avut loc la câteva secunde după ce o persoană din public a țipat: "Shut up, bitch!", acest mesaj fiind destinat unei alte persoane din public care l-a huiduit pe Eddie.
- Interviu cu Eddie Murphy si Byron Allen.